# Quận Holmes, Florida
Quận Holmes là một quận thuộc tiểu bang Florida, Hoa Kỳ. Quận lỵ đóng ở Bonifay6. 
Dân số theo điều tra năm 2000 của Cục điều tra dân số Hoa Kỳ là 18.564 người.

## Địa lý
Theo Cục điều tra dân số Hoa Kỳ, quận này có diện tích 1266 km2, trong đó có 16 km2 là diện tích mặt nước.